# Manethón
Manethón (ógörögül: Μανέθων), az i. e. 4. században élt egyiptomi pap, aki történetíróként ismert. A fáraók korának történelmét írta meg Aigüptiaka című művében I. Ptolemaiosz uralkodásának idején. Az eredeti mű nem került elő, de számos ókori szerző hivatkozott rá forrásként, például Iosephus Flavius, Eusebios, Geórgiosz Szünkellosz és Julius Africanus. A görög nyelven írt művéből megtalált töredékek alapján fogadták el a történészek Egyiptom történetének harminc uralkodói dinasztiára történő felosztását.

## Nevének jelentése
Manethón nevének eredeti egyiptomi változata sajnos már nem ismert, de spekulatív módon több variációt valószínűsíthetünk, mint „Thot ajándéka”, „Thot kedveltje”, „Thot igazsága”, „Neith kedveltje” vagy „Neith kedvese”. A legkevésbé elfogadott a „csikós” és az „Aki látta Thotot” elnevezés. A legkorábbi történelmi töredékek görögül említik Manethonnak. A fordításokban azonban írásban számos változat létezik: Manetho, Manethos, Manethoth. A latin nyelvű forrásokban: Manethon, Manethonus, Manetos.

## Élete és munkássága
Manethón az egyiptomi Szebennütoszból származik. Születésének és halálának dátuma nem ismert, de tevékenysége I. Ptolemaiosz Szótér (i. e. 323-283) és II. Ptolemaiosz Philadelphosz (i. e. 285-246) uralkodásának idejére esik. Más források alapján még III. Ptolemaiosz Euergetész (i. e. 246-222) uralma alatt is alkotott. Bár egyiptomi volt és a témái is egyiptomiak voltak, mégis kizárólag görögül írt. Fő műve az Aegüptiaka. További munkái közül az ismertebbek: Hérodotosz ellen, A Szent Könyv, Az antikvitásról és a vallásról, Az ünnepekről, Kufu múmiájának elkészítéséről, A fizika. A Szótisz könyve című asztrológiai értekezést szintén neki tulajdonítják. Az Aegüptiaka-ban vezette be a „dinasztia” fogalmát az azonos származású uralkodók csoportjának meghatározására.
Valószínűleg Ré papja volt Heliopoliszban (Syncellus szerint ő volt a főpap), és Szerapisz kultuszának tekintélyes képviselője. Szerapisz az egyiptomi kultuszokban bekövetkezett görög-macedón térhódítás következménye, ami valószínűleg Nagy Sándor hódítása nyomán, Alexandria megalapítása után következett be. Az isten egy szobrát i. e. 286 és 278 között – Tacitus és Plutarkhosz szerint – Ptolemaiosz Szótér hozatta, a műveletet pedig az athéni Timotheus (az Eleuziszi Déméter egy papja) és Manethón felügyelte.

## Aigüptiaka
Az „Aigüptiaka”, azaz Egyiptom története, volt Manethón legnagyobb műve, és bizonyosan a legfontosabb is. A könyv Egyiptom történelmét kronológikusan rendezve 30 fejezetre osztotta fel, s az uralkodók dinasztiákba sorolása újításnak számított. A vérvonal terminológiát ugyan nem a mai értelemben használta, de az új dinasztiákat földrajzi meghatározottsággal jelölte (a IV. dinasztia Memphiszből, az V. dinasztia Elephantinéből) és ezzel a folytonosság megszakadását is jelezte. Az egymást követő fáraók közötti kontinuitás hangsúlyozására az utód fáraót az előző fiaként említette, különösen az I. dinasztiánál.
Egyesek azt állítják, hogy az Aegüptiaka Hérodotosz: Történelem című munkájának konkurenseként íródott, hogy bemutassa Egyiptom nemzeti történelmét, ami korábban nem létezett. Ebből a nézőpontból lehetséges Hérodotosszal szemben egy rövidített változat vagy az Aegüptiaka egy különálló része. Sajnos, nem maradt fenn ma már eredeti formában egyetlen példány sem.

## Öröksége
Manethón megállapításaival az a probléma, hogy az Aegüptiaka nem maradt fenn egészben és így az egyiptomi, a zsidó és a görög történészek között vita van a benne leírtakról, bár az egyiptológusok bizalma az egyiptomi uralkodói dinasztiák leírása tekintetében töretlen Manethónnal szemben. A legrégebbi civilizációról szóló vitában így Manethón beszámolója valószínűleg különböző változatokban lett az érvelésekben felhasználva. Manethónéhoz hasonló anyag megtalálható az alexandriai Lüszimakhosznál, és felmerült a gondolat, hogy ezek forrásul szolgáltak Manethón számára is. Nem tudjuk, hogy ez mikor keletkezett, de a tudósok közül többen az i. sz. I. századot jelölik meg, amikor Josephus kezdett írni. A Manethónról szóló legkorábbi fennmaradt bizonyíték Josephus Contra Apionem című írása. Éppen ebből derül ki, hogy Josephus Manethón eredeti írásai nélkül folytatott polémiát vele. Avaris és Osarseph, mindketten említve vannak kétszer. De Josephus munkája csupán egy leírások és elbeszélések nélküli listája a királyoknak, ami említés nélkül hagyja a Manethónnál szereplő XVIII. és XIX. dinasztiát. Sok tudós, zsidóellenesek, zsidóbarátok, görögellenesek, görögbarátok, Egyiptom ellenesek és Egyiptom barátai is megpróbálták a listát újraszerkeszteni, de a végeredmény ma is vitatott.
Egyidejűleg vagy talán Josephus után, valószínűleg készült Manethón munkáiból egy rövid összefoglaló vagy összegzés. Ez magában foglalhatta az általa összeállított sorrendjét a dinasztiáknak és azok főbb ismertető jegyeit, jellemzőit. Az első dinasztia megalapítójáról, Ménész fáraóról ebből tudjuk, hogy egy víziló ölte meg. Az összefoglalóban Manethón eredeti írásának terjedelme tisztázatlan, így ajánlatos az óvatosság a hitelességet illetően. Mindemellett az összefoglalót Sextus Julius Africanus és Eusebius, Caesarea püspöke megjelentette. Mivel Africanus időben megelőzi Eusebiust, ezért az ő verzióját tekintik inkább valóság-hűbbnek, de nem biztos, hogy ennek ez az oka. Eusebiust pedig Jerome adta ki az ő latin fordításában, egy örmény fordítást Syncellus készített. Syncellus felismerte a hasonlóságokat Eusebius és Africanus között, így azokat ő helyezte egymás mellé a saját művében, az Ecloga Chronographica-ban.
Ez a négy, utolsó másolat az, ami fennmaradt Manethón rövid összefoglalójából. Más, lényeges töredékeket tartalmaznak Malalas' Chronographia és Excerpta Latina Barbari című munkái.